# Melèagre

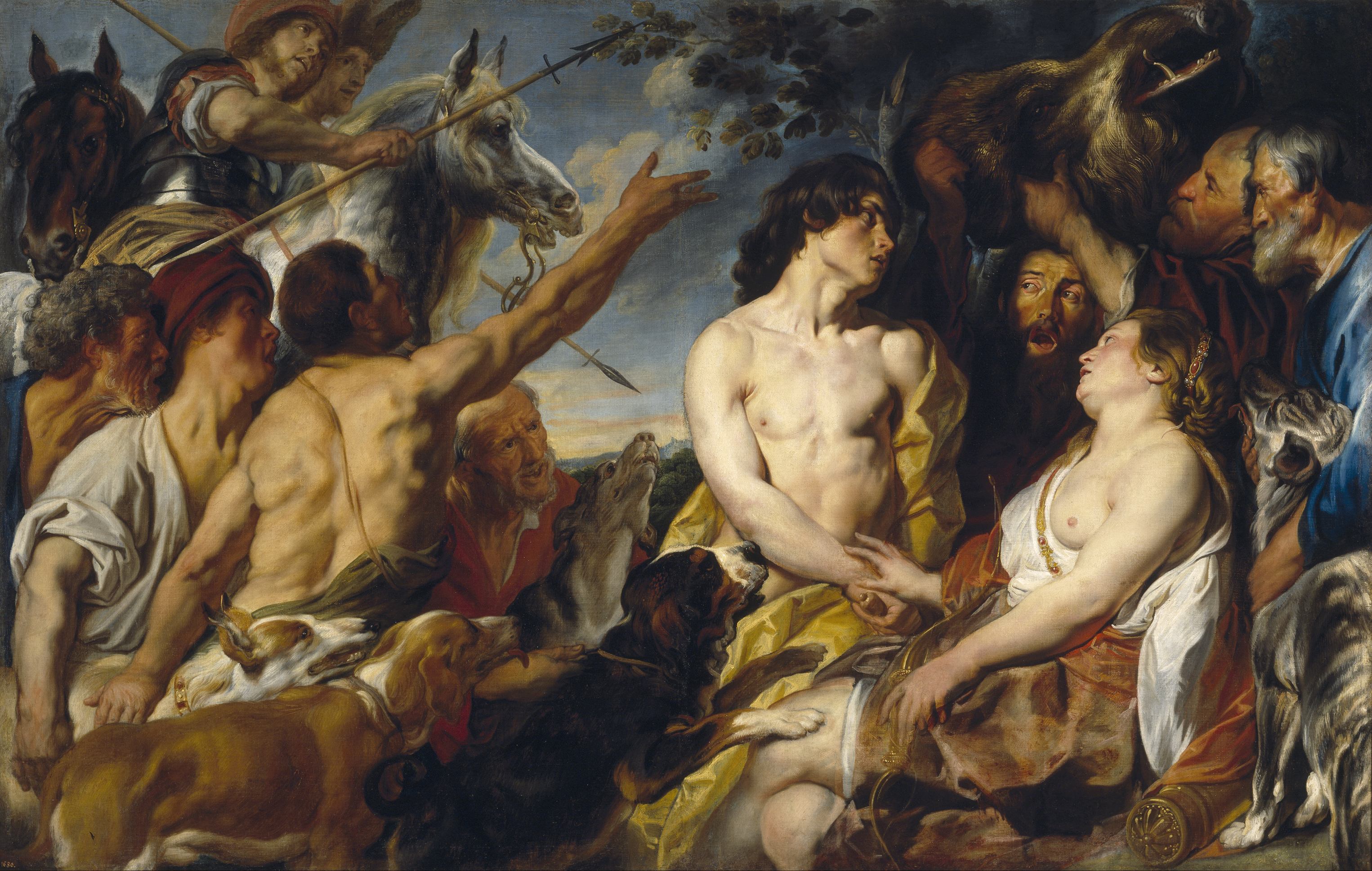
Melèagre i Atalanta durant la cacera del Senglar de Calidó, de Jacob Jordaens (1a. meitat del, Museu del Prado, Madrid).

Segons la mitologia grega, Melèagre (en grec antic: Μελέαγρος, Melèagros), va ser un heroi, fill d'Eneu, rei de Calidó, i d'Altea, germana de Leda. Hi ha tradicions que li atribueixen quatre germanes, Gorge, Eurimede, Deianira i Melanipe, conegudes com les Meleàgrides.
Com que el seu pare, en un sacrifici ofert a tots els déus, s'havia oblidat d'Àrtemis, la deessa el castigà enviant un enorme senglar (el Senglar de Calidó) que devastava el seu regne. Aquesta llegenda ja s'explica a la Ilíada (cant 9, versos 524-605), on Fènix, per impressionar Aquil·les i animar-lo a participar en la guerra de Troia, narra la mort de Melèagre per haver-se mostrat obstinat.
Melèagre, amb la intenció d'abatre el senglar, va reunir els principals herois del seu temps i entre tots van iniciar una batuda pel bosc. L'animal va matar alguns joves i finalment, va ser el mateix Melèagre el que va matar la fera. Però Àrtemis, que encara no tenia la còlera aplacada, va suscitar una disputa entre etolis i curets, ja que havien participat en la cacera homes de tots dos pobles, pel repartiment de la pell i el cap del senglar. Mentre Melèagre lluità amb els seus companys contra els etolis, van anar guanyant en la lluita. Però en la batalla Melèagre va matar els germans de la seva mare, Plexip i Toxeu, i ella el va maleir, invocant la còlera dels déus infernals. Llavors Melèagre, per por de la maledicció i de les Erínies, es va negar a seguir lluitant i es retirà a casa seva. La victòria es va posar al costat dels curets i els etolis van ser rebutjats fins a l'interior de les muralles de Calidó i van patir un setge. Els ancians van suplicar Melèagre que tornes a la lluita, però l'heroi s'hi negà. La situació es va allargar fins que la ciutat va començar a cremar i els enemics van entrar a saquejar casa seva. La seva esposa Alcíone (de vegades Cleòpatra), filla d'Idas i de Marpessa, va anar al seu costat a explicar-li la dissort dels assetjats i com l'enemic aconseguia la victòria. Melèagre es va commoure i es va posar l'armadura, sortint a lluitar i capgirant fàcilment la situació. Una tradició diu, però, que va morir en el combat, i que després de la seva mort Altea, la seva mare, i Cleòpatra es van penjar, i les dones que ploraven sobre el seu cadàver (de vegades són les seves germanes) es van transformar en ocells, les Meleàgrides.
Més tard el mite va evolucionar, i la guerra amb els curets va passar a un segon pla, donant importància només a la cacera del senglar. Es deia que Melèagre no era fill d'Eneu, sinó d'Ares, i quan només tenia uns dies de vida, les Moires es van presentar a la seva mare Altea i li van predir que la sort del nen anava lligada al tió que cremava a la llar. Si es consumia totalment, Melèagre moriria. Altea va agafar el tió, el va apagar i el guardà dins d'un cofre. Quan Melèagre es va fer adult i es va preparar per lliurar-se del senglar de Calidó enviat per Àrtemis, va reunir un gran nombre d'herois. Es van reunir a casa d'Eneu durant nou dies, i al desè van sortir de cacera. Alguns dels membres de l'equip estaven disgustats perquè amb ells hi anava una dona, Atalanta. Però Melèagre, que estava enamorat d'ella i amb qui desitjava tenir un fill tot i estar casat amb Alcíone, va convèncer els herois perquè l'acceptessin.
Encara que la fera estava acorralada va aconseguir matar Hileu i Anceu. Peleu va llançar la seva javelina, però matà accidentalment Eurició. Atalanta va ser la primera de ferir l'animal, amb una fletxa. Amfiarau li'n va clavar una altra en un ull, i finalment Melèagre el va rematar amb un ganivet que li clavà al costat. Però a l'hora de repartir les despulles Melèagre, que en tenia dret per haver mort el senglar, concedí a Atalanta el cap i la pell, amb l'excusa que ella li havia fet la primera ferida. Això suscità les protestes dels altres caçadors, especialment de Plexip i Toxeu, els germans d'Altea, i en la discussió que se'n seguí l'heroi acabà matant els seus oncles. Al cap d'uns dies, tal com diu la llegenda, Altea decidí venjar els seus germans posant al foc el tió que, segons les Moires, havia de durar tant com la vida de Melèagre. I així, en consumir-se el tió, l'heroi caigué mort sense comprendre-se'n la causa. Quan Altea es va recuperar de l'atac de follia que havia tingut i va veure què havia fet, es va penjar, al mateix temps que Alcíone, l'esposa de l'heroi.
Hi ha altres gestes referides a Melèagre, com una victòria en els jocs fúnebres en honor de Pèlias, i segons Diodor, va lluitar a la Còlquida al costat dels argonautes i va matar Eetes.
També, quan Hèracles va baixar als Inferns a buscar el gos Cèrber, va trobar-se l'ànima de Melèagre, que li va demanar que es casés amb la seva germana Deianira, ja que s'havia quedat sense suport de ningú després de la seva mort. Hèracles, al tornar al món dels vius, es casà amb ella.